# Henrik Pontoppidan (köpman)
För andra betydelser, se Henrik Pontoppidan (olika betydelser).
Henrik Pontoppidan, född den 21 mars 1814 i Thisted, död den 22 februari 1901 i Hamburg, var en dansk köpman och  godsägare av släkten Pontoppidan.
Pontoppidan drev en omfattande varuhandels- och bankrörelse samt hjälpte med stor frikostighet det danska jordbruket på många sätt; särskilt anlade han en stor hedplantering vid Herning.

## Utmärkelser
- Riddare av Dannebrogorden,  1850[1]
- Dannebrogsmännens hederstecken,  1856[1]
- Kommendör av Dannebrogorden,  1875[1]
- Kommendör av första graden av Dannebrogorden,  1880[1]
- Förtjänstmedaljen i guld,  1891[1]

[Redigera Wikidata]